# Marruecos en los Juegos Olímpicos de México 1968
Marruecos estuvo representado en los Juegos Olímpicos de México 1968 por un total de 25 deportistas masculinos que compitieron en 4 deportes.
El equipo olímpico marroquí no obtuvo ninguna medalla en estos Juegos.